# Andrea Costa

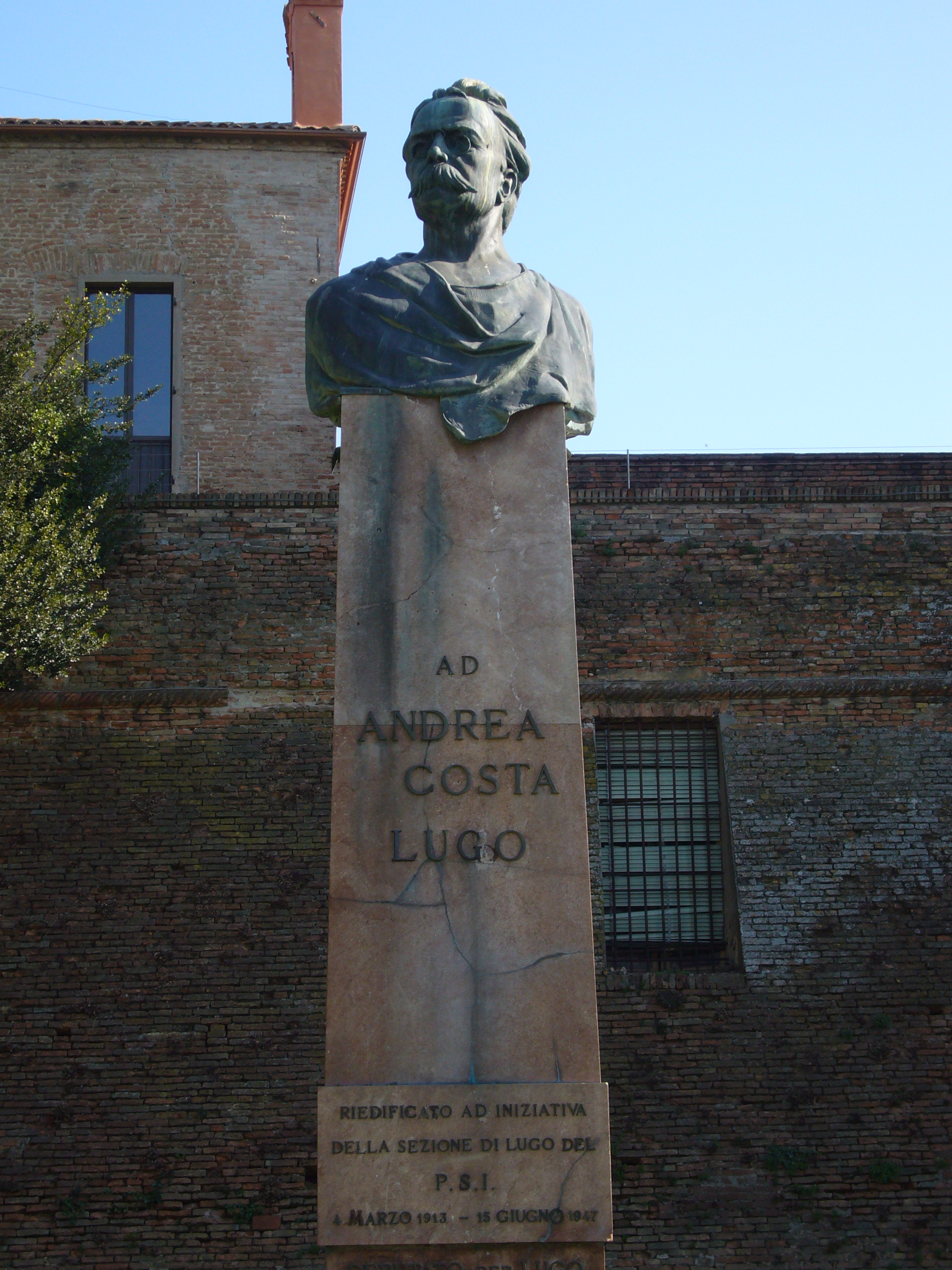
Busto en honor de Andrea Costa en Lugo, Italia.

Andrea Antonio Baldassarre Costa (Imola, Italia, 30 de noviembre de 1851 – ibíd., 19 de enero de 1910) fue un político italiano, considerado el fundador del socialismo italiano, junto a otros anarquistas y ciprinianos crearon en 1891 en Suiza, en la localidad de capolago el PSAR Partito Socialista Anarchico Rivoluzionario.